# Amara pseudobrunnea
Amara pseudobrunnea là một loài bọ cánh cứng ăn hạt thuộc họ Bọ chân chạy.

## Phân bố
Loài này có ở Bắc Mỹ.